# Maytenus phyllanthoides
Maytenus phyllanthoides là một loài thực vật có hoa trong họ Dây gối. Loài này được Benth. mô tả khoa học đầu tiên năm 1844.